# Азійський слон (рід)
Слон (Elephas) — рід ссавців з ряду слоноподібні, або хоботні (Proboscidea), типовий рід родини слонових (Elephantidae).

## Характеристика
Слон — один з двох родів сучасних слонових. Представлений у сучасній фауні лише одним видом.

## Види
- Рід Elephas — Слон[2]

### ПідрідElephas s. str.(7 видів)
- Вид Elephas maximus (Слон азійський або «індійський»)
  - підвиди: Elephas maximus indicus, Elephas maximus maximus, Слон суматранський, Elephas maximus borneensis, Elephas maximus rubridens, Elephas maximus asurus (†)

- Вид † Elephas beyeri
- Вид † Elephas celebensis
- Вид † Elephas iolensis
- Вид † Elephas planifrons
- Вид † Elephas platycephalus

- Вид † Elephas recki
  - підвиди: Elephas recki atavus, Elephas recki brumpti, Elephas recki ileretensis, Elephas recki illertensis, Elephas recki recki, Elephas recki shungurensis.

### Підрід †Palaeoloxodon(10 видів)
- Вид † Elephas antiquus
- Вид † Elephas creticus
- Вид † Elephas creutzburgi
- Вид † Elephas chaniensis
- Вид † Elephas cypriotes
- Вид † Elephas ekorensis
- Вид † Elephas falconeri
- Вид † Elephas mnaidriensis
- Вид † Elephas melitensis
- Вид † Elephas namadicus (=? Elephas naumanni) — Слон Наумана